# Tall Ships' Races Harlingen

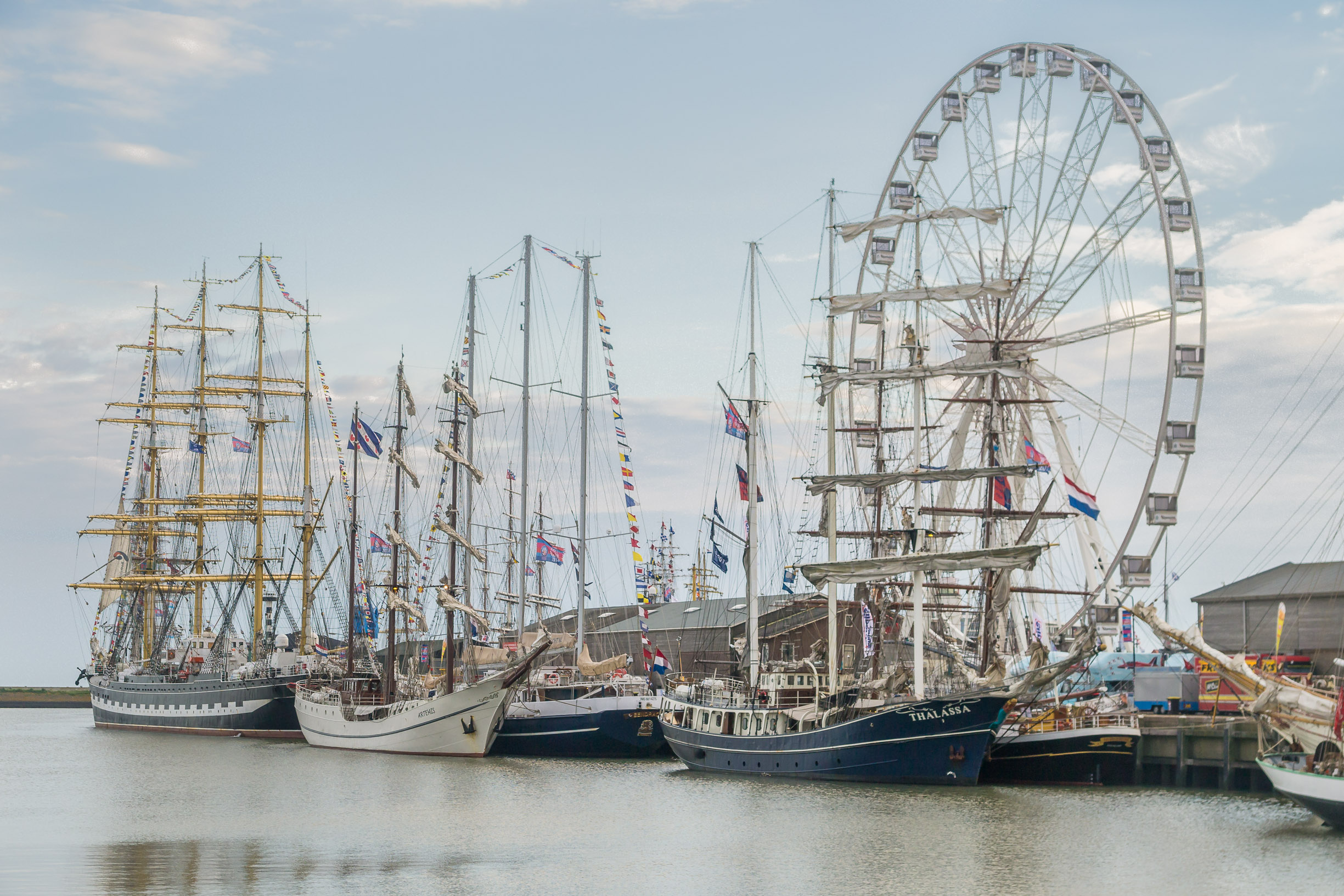
Afgemeerde schepen tijdens Tall Ships Race 2014

De Tall Ships Races Harlingen is een terugkerend nautisch evenement in de haven van Harlingen, dat onderdeel is van de Tall Ships' Races. Belangrijkste doel is om jongeren tussen 15 en 25 jaar mee te laten varen op een tallship tijdens de reis. Alle jongeren worden betrokken bij alle aspecten van het reilen en zeilen aan boord. Onderdeel van de training door de organiserende Sail Training International Association is het fondswerven voor de kosten van de reis, waardoor deze voor iedereen toegankelijk is.

## 2014
De eerste Tall Ships' Race Harlingen werd in 2014 georganiseerd en deze race was daarmee de eerste race van dat jaar. Het was ook voor het eerst in de geschiedenis dat een Nederlandse havenstad starthaven van zo'n race was. De race voerde van Harlingen als enige zeehaven van Friesland via Esbjerg en Bergen naar Fredrikstad. Voorafgaand aan de race waren van donderdag 3 tot en met zondag 6 juli 2014 de 65 aangemelde tallships uit 15 landen voor de kade te bekijken. Op zondagmiddag 6 juli was de Sail Out Parade waar de schepen Harlingen verlieten om op maandag 7 juli aan de start te verschijnen van de race, 70 mijl buitengaats. 

## 2018
Ook in 2018 werd weer een race georganiseerd, waarbij Harlingen nu de eindbestemming was. Sunderland → Esbjerg → Stavanger → Harlingen De evenementen waren nu meer geconcentreerd rond de Willemshaven en het Dok van Harlingen.

## 2022
In 2022 deden de Tall Ships Races Harlingen aan als tussenstation, van 14 t/m 17 juli: Esbjerg (Denemarken) → Harlingen → Antwerpen (België) → Aalborg (Denemarken). 38 tallships lagen in de Willemshaven en de aan de Zuiderhaven  De grootste en meeste programmaonderdelen vonden plaats rond de Willemshaven en het Dok, met uitzondering van de Crew Parade op vrijdagmiddag 15 juli. Het evenement trok ongeveer 300.000 bezoekers